# Simocarcinus simplex
Simocarcinus simplex är en kräftdjursart som först beskrevs av James Dwight Dana 1852.  Simocarcinus simplex ingår i släktet Simocarcinus och familjen Epialtidae. Inga underarter finns listade i Catalogue of Life.